# Little Ross
Little Ross är en ö i Storbritannien.   Den ligger i riksdelen Skottland, i den centrala delen av landet, 400 km nordväst om huvudstaden London.